# TRIQSTAR
TRIQSTAR（トリックスター）は、日本のアニメーションダンスチーム。オフコース所属。

## 概要
2012年に、だーよし、つとむ、キョウヘイが中心となって結成された。チーム名はトリックスター（英: trickster）に由来する。
2015年にチャーリー、松永一哉、しょたうを加えて、同年3月より開催されたアジアズ・ゴット・タレントシーズン1に出演。5月には日本からの参加チームとして唯一、決勝進出を果たし、Top 6に入った。
日本国内においては、CMやテレビ番組への出演、アーティストとの共演、様々なダンスコンテストで功績を残している。

## メンバー
- だーよし（リーダー[2]）
- RIHITO a.k.a つとむ（RADIO FISHメンバーでもある[3]）
- チャーリー
- しょたう
- ゴリキング
- キョウヘイ(2017年1月に脱退)
- 松永一哉(2015年8月21日をもって脱退)

## 出演
CM
- マルエス - 「ゴールドシリーズ」、「こだわりシリーズ」（2016年）
- 京都市 - 「平成KIZOKU」の中の人。
- チャンピオン - CPFU/Champion Physical Fitness Uniform。田野優花と共演。
  - CPFU the Dance/Yuuka Tano with TRIQSTAR - YouTube
  - CPFU the Dance/Yuuka Tano with TRIQSTAR / AKB48[公式] - YouTube

ステージ
- 『AKB48 2013 真夏のドームツアー〜まだまだ、やらなきゃいけないことがある〜』（2013年7月、福岡ヤフオク!ドーム、篠田麻里子の卒業コンサート） - バックダンサー
- 『和楽器バンド大新年会2017東京体育館-雪ノ宴・桜ノ宴-』（2017年1月、東京体育館） - バックダンサー
- 『ジャパン・ミャンマー・プエドー2017』（2017年2月、ミャンマー・ヤンゴン）

PV,MV
- 『PPAP 〜和風バージョン〜 by さだまさし』
- 『起死回生 和楽器バンド』